# Henry Hughes Wilson
Henry Hughes Wilson (County Longford, 5 maggio 1864 – Londra, 22 giugno 1922) è stato un generale, e politico britannico.
Di origine irlandese, ebbe un ruolo importante nelle relazioni anglo-francesi prima e durante la prima guerra mondiale. Fautore di una stretta collaborazione militare con la Francia in funzione antitedesca, collaborò con il generale Ferdinand Foch all'elaborazione dei piani di guerra dei due alleati. All'inizio del conflitto era vice-capo dello Stato maggiore Imperiale e in pratica svolse le funzioni di ufficiale di collegamento con l'esercito francese contribuendo in modo rilevante alla condotta operativa del British Expeditionary Force nella prima battaglia della Marna.
Durante la guerra ebbe un solo comando operativo sul campo, guidando nel 1916 il IV corpo d'armata. In seguito divenne consigliere del Primo ministro britannico e Capo di Stato maggiore Imperiale nell'ultimo anno del conflitto sostituendo il generale William Robertson.
Dopo essere stato coinvolto nell'incidente di Curragh del marzo 1914, divenne dopo la fine della guerra consigliere per la sicurezza nel governo dell'Irlanda del Nord appena costituito dopo la divisione del paese. Membro del parlamento, il feldmaresciallo Wilson fu assassinato da militanti dell'IRA mentre ritornava nella sua abitazione londinese dopo aver inaugurato una stele in ricordo delle vittime della guerra mondiale alla stazione di Liverpool Street.

## Biografia

### Inizio della carriera militare
Dopo gli studi secondari al Marlborough College, tentò senza successo tra il 1880 e il 1882 di entrare per due volte alla Royal Military Academy a Woolwich e per tre volte a Sandhurst. Nel 1882 venne finalmente reclutato come tenente delle forze territoriali nella contea di Longford poi fu rapidamente trasferito in un battaglione regolare della Rifle Brigade. Nel 1884 venne brevemente assegnato al reggimento Royal Irish Rifles prima di ritornare al suo reparto d'origine.
Wilson fu trasferito in India nel 1885 e l'anno seguente venne inviato in Birmania dove partecipò alla Terza guerra birmana. In questa occasione venne ripetutamente ferito, tra cui una ferita ad un occhio (che gli valse il soprannome di "Ugly Wilson" e di "soldato più brutto dell'esercito britannico"), e un'altra che lo avrebbe costretto a utilizzare un bastone per camminare per il resto della sua vita. Le sue ferite non potevano essere adeguatamente curate in India e quindi egli fu trasferito in Irlanda dove rimase fino al 1888 quando fu dichiarato di nuovo idoneo per il servizio nel reggimento. Nel frattempo Wilson si era preparato per gli esami di accesso all'Accademia di Stato maggiore a Camberley; riuscì a superare la prova e, dimostrando di non mancare di qualità intellettuali, si diplomò nel 1893. Venne promosso capitano nel 1893 e dal novembre 1894 svolse servizio nel Dipartimento Informazioni del Ministero della Guerra.
Considerato uno dei giovani ufficiali più vicini al feldmaresciallo Frederick Roberts, Wilson venne distaccato allo Stato maggiore nel 1895. Nel 1897 venne promosso maggiore nella 3ª Brigata ad Aldershot. Dal 1899 al 1901 prese parte alla seconda guerra boera come maggiore nella 4ª Brigata leggera del generale Neville Lyttelton. In seguito venne nominato vice aiutante generale aggiunto prima di divenire consigliere militare del feldmaresciallo Roberts; nel corso della guerra venne citato nei rapporti, ricevette il Distinguished Service Order e venne raccomandato per la promozione a tenente colonnello.
Ritornato in Gran Bretagna nel 1901; l'anno seguente venne nominato comandante del 9º battaglione provvisorio della Rifle Brigade a Colchester. Promosso nel 1907 colonnello e poi generale di brigata a titolo temporaneo, divenne direttore dell'Accademia di Stato maggiore a Camberley; fu nel corso di questo suo incarico che entrò in contrasto con il feldmaresciallo Horatio Kitchener durante una visita di quest'ultimo insieme al generale William Robertson nel luglio 1910.

### Piani di guerra
Nel 1910 Wilson divenne direttore delle operazioni militari al Ministero della Guerra, svolgendo un ruolo molto importante e sviluppando i rapporti militari franco-britannici iniziati nel 1906. Wilson, che sviluppò un rapporto di simpatia e stima reciproca con il generale francese Ferdinand Foch direttore dell'École supériure de la guerre, previde l'invio di un corpo di spedizione britannico in Francia in caso di attacco tedesco. Wilson analizzò con il generale Foch i dettagli strategici e operativi dell'eventuale intervento di un corpo di spedizione britannico. Nel luglio 1911 ebbe degli incontri segreti con il generale Auguste Dubail, vice-capo di stato maggiore dell'esercito francese, e con il ministro della guerra Adolphe Messimy. I francesi giunsero al punto di denominare le forze di spedizione l'"Armèe Wilson", anche se questa denominazione dava un'idea esagerata dell'importanza dell'invio di truppe britanniche. Durante la crisi di Agadir, provocata dall'invio di una cannoniera tedesca in Marocco, il generale Wilson si recò a Parigi per seguire le manovre francesi; i britannici supportarono la Francia e spinsero il Presidente del Consiglio Joseph Caillaux a reagire fermamente alle minacce della Germania.
Wilson era insoddisfatto della consistenza numerica prevista per il corpo di spedizione che sarebbe stato costituito da sole cinque divisioni regolari, e in una occasione parlò della necessità in caso di guerra europea di almeno "cinquanta divisioni britanniche in più". Il dinamismo del generale Wilson non mancò di sollevare critiche all'interno dell'esercito britannico; considerato "più francese dei francesi", veniva definito come "l'intrigante".
I progetti del generale Wilson furono criticati durante la riunione del Comitato di Difesa Imperiale (CID) convocato dopo la crisi di Agadir. Il Primo Lord del Mare, Arthur Wilson, presentò un piano alternativo della Royal Navy per sbarcare delle truppe sulla costa del Mar Baltico o ad Anversa secondo le circostanze. Arthur Wilson riteneva che i tedeschi sarebbero arrivati a metà del cammino per Parigi prima ancora che il corpo di spedizione britannico fosse stato pronto a intervenire e che le 4-6 divisioni britanniche disponibili avrebbero avuto scarsa importanza in una guerra tra eserciti formati da 70-80 divisioni per parte. Henry Wilson espose i suoi piani evidenziando soprattutto l'alto livello qualitativo delle truppe britanniche e il loro possibile impiego per rinforzare l'ala sinistra dello schieramento francese di fronte all'ala destra tedesca. Egli sottilineò inoltre che la presenza dei soldati britannici avrebbe avuto un importante effetto morale sui francesi. Secondo la testimonianza di Maurice Hankey, segretario del comitato, l'esposizione di Wilson venne accolta con favore anche se lo stesso Hankey non era completamente d'accordo con le posizioni del generale.
Il Primo ministro Herbert Henry Asquith ordinò alla marina di preparare l'organizzazione necessaria per lo schieramento delle forze di spedizione in Francia. Hankey riferisce peraltro che nel 1914 i generali John French e Douglas Haig non erano pienamente informati degli impegni presi; da parte loro i ministri John Morley e John Burns si dimisero durante la crisi di luglio dal governo in disaccordo con la decisione del CID e Winston Churchill e David Lloyd George non accettarono mai completamente le conseguenze dell'invio di una forza militare in Francia. Dopo la riunione Hankey iniziò a redigere un documento dettagliato riguardo al piano di mobilitazione in caso di guerra, tuttavia il 4 agosto 1914 lo schieramento esatto del British Expeditionary Force non era ancora precisamente definito.
Wilson comprese la grandi difficoltà organizzative e si impegnò con la massima energia per preparare lo schieramento del corpo di spedizione in caso guerra. Egli passava gran parte delle sue vacanze in Belgio e nel nord-ovest della Francia spostandosi in bicicletta; in queste occasioni ebbe modo di incontrare i generali francesi Foch, Dubail, Joffre e Castelnau. Nel 1912 venne nominato colonnello onorario del 3º battaglione dei Royal Irish Rifles, mentre nel novembre 1913 venne promosso maggior generale. Il 17 novembre 1913 dopo una riunione di ufficiali superiori, tra cui i generali John French, Douglas Haig, Arthur Paget e James Grierson, Wilson manifestò alcuni timori, rilevando in privato la scarse qualità d'intelligenza del generale French. Egli disse che sperava di non dover mai combattere in guerra sotto il suo comando. Secondo lo storico Brian Bond il risultato più importante raggiunto da Wilson durante il suo incarico al Ministero della Guerra fu l'acquisizione di cavalli, mezzi di trasporto e altre misure necessarie che permisero al momento opportuno la riuscita del processo di mobilitazione dell'esercito.